# Peniocereus maculatus
Peniocereus maculatus là một loài thực vật có hoa trong họ Cactaceae. Loài này được (Weing.) Cutak mô tả khoa học đầu tiên năm 1951.